# Jheri Curl
Die Jheri Curl (auch Jerry Curl oder Jeri Curl geschrieben, dt. auch Jheri Locke) bezeichnet eine Dauerwellenfrisur die in den 1980er und frühen 1990er Jahren insbesondere unter schwarzen US-Amerikanern beliebt war. Die vom namensgebenden Friseur und Chemiker Jheri Redding erfundene Frisur hat ein glänzendes, loose gelocktes Erscheinungsbild. Die Jheri Curl wurde als Frisur zum Waschen und Tragen angepriesen, sowie als pflegeleichter verglichen mit den damals üblichen Alternativen auf Basis chemischer Haarglätter (Relaxer).

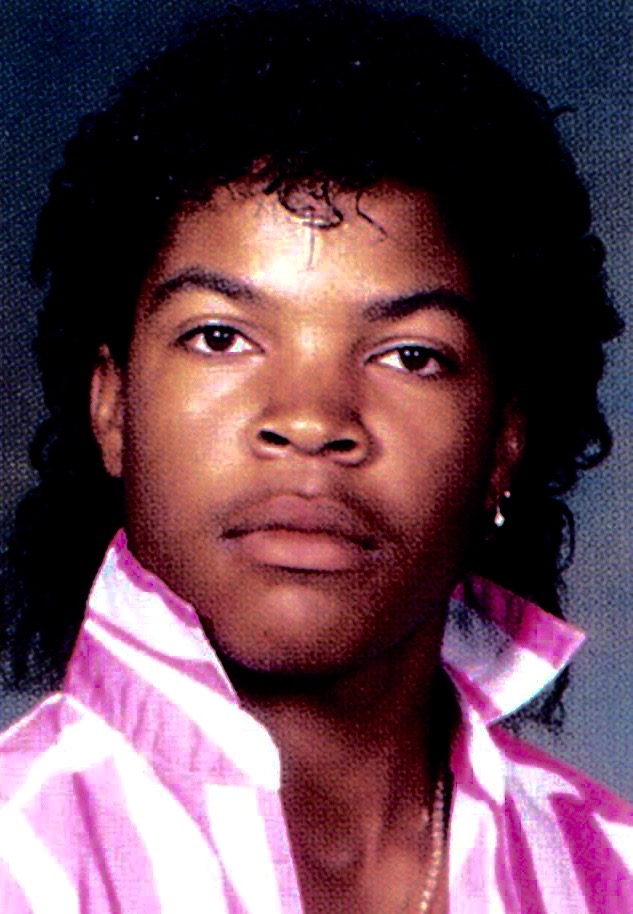
Hip-Hop Musiker und Schauspieler Ice Cube mit Jheri Curl Frisur, 1987

Die Jheri Curl wird durch eine zweistufige Anwendung gearbeitet, wobei zunächst durch ein Glättungsmittel (Softener bzw. Rearranging Cream) die Haare gelockert werden und in einem zweiten Schritt die Locken geformt werden. Enge Locken werden im ersten Schritt chemisch geleitet. Die so geweiteten Locken werden dann auf Lockenwicklern mittels einer weiteren chemischen Behandlung dauerhaft gefestigt.
Eine Dauerwellenfrisur dieser Art zu erhalten ist zeit-, arbeits- und kostenintensiv. Durch die chemische Haarbehandlung wird das Haar brüchig und trocken. Um das typische Erscheinungsbild der Jheri Curl zu erhalten, muss die Frisur deshalb täglich mit Lockenaktivator-Spray und Feuchtigkeitspflegemittel behandelt werden. Um ein Austrocknen zu verhindern, wird das Schlafen mit einer Plastikhaube empfohlen.

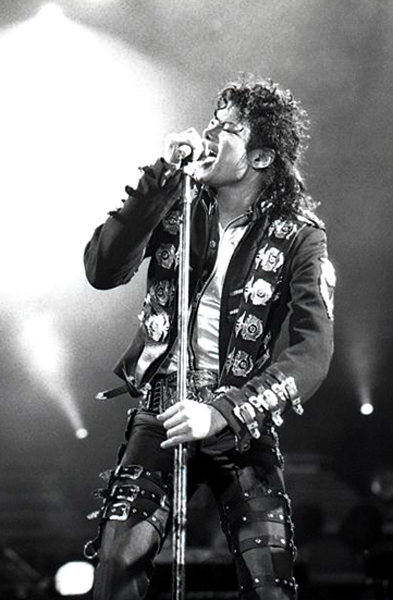
Michael Jackson 1988

Edmund Sylvers war einer der ersten bekannten Künstler mit Jheri Curl. Michael Jackson trug diese u. a. auf dem Cover des 1982 veröffentlichten Albums Thriller.